# Киер, Йохан Аскехоуг
Киер, Йохан Аскехоуг или Иоганн (Johan Aschehoug Kiær) (1869—1931) — норвежский геолог и палеонтолог, систематик ископаемых бесчелюстных (анаспиды, остракодермы).

## Биография
Йохан Киер родился в Норвегии в г. Драммен.
В 1909 году он был назначен профессором палеонтологии в Университете Осло. Был директором Палеонтологического музея Осло.
Работал на острове Шпицберген. Изучал ископаемые кораллы, трилобиты и рыб (Анаспиды, Остракодермы) девона и силура.